# نیترید کربن بتا

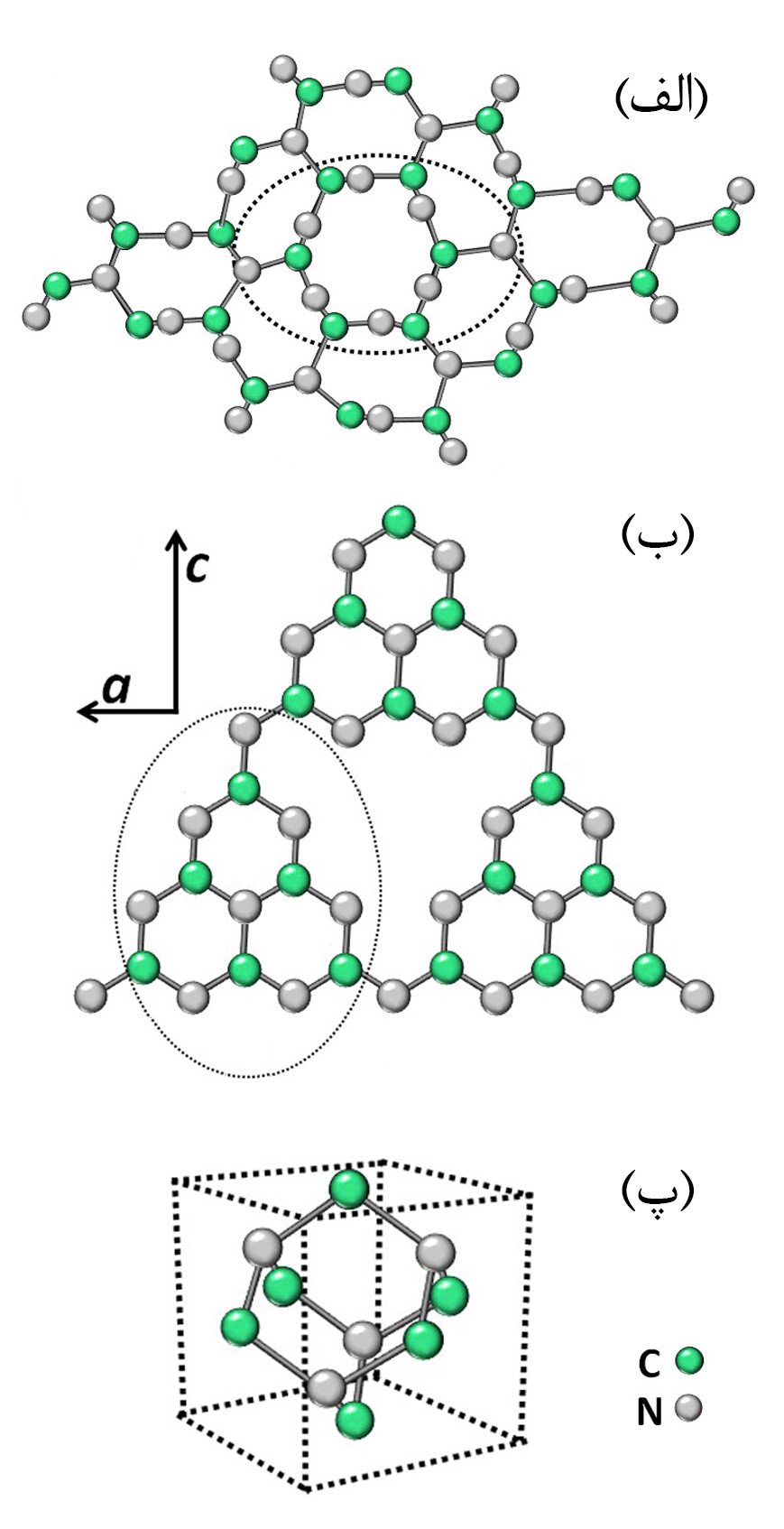
مقایسهٔ ساختارهای مختلف نیترید کربن الف)β-Si_{3}N_{4} ب)g-Si_{3}N_{4} پ)pc-Si_{3}N_{4}

نیترید کربن بتا با فرمول شیمیایی β-C3N4 از مواد فراسخت است تا جایی که برخی از محققان سختی آن را بیش از الماس می‌دانند.
این ماده برای اولین بار توسط افرادی با نام‌های ایمی لیو و ماروین ال کوهن در سال ۱۹۸۵ میلادی پیشنهاد شد. این دو با انجام آزمایش بر روی طبیعت پیوندهای بلورین به این نظریه دست یافتند که اتم‌های کربن و نیتروژن می‌توانند پیوند کوتاه، قوی و مخصوصی را به صورت پایدار و با شبکه براوه به نسبت ۱:۱:۳ بسازند. این ماده، بر حسب مقیاس سختی موس که در سال ۱۹۸۹ میلادی پیشنهاد شده بود، می‌توانست سخت‌تر از الماس باشد.
تولید و سنتز این ماده برای سالیان سال ناشدنی تلقی می‌شد اما اخیراً سنتز نیترید کربن بتا ممکن شد. به عنوان مثال نانو ذرات نیترید کربن بتا و نانو میله‌های این ماده به وسیله فرایندهای مکانیکی-شیمیایی تولید شدند.
پس از گزارش پیش‌بینی تئوری لیو و کوهن در مورد نیترید کربن بتا گزارش‌های متعددی در مورد تحقیقات انجام شده در زمینهٔ نیتریدهای کربن سه بعدی مانند (alpha-C3N4 ،beta-C3N4 (β-C3N4) ،cubic-C3N4 (c-C3N4 و (Pseudocubic-C3N4 (pc-C3N4 و نیترید کربن دوبعدی مانند (graphite-C3N4(g-C3N4 منتشر شد.

## مشخصات

### ساختار

یک نمودار از (β-C_{3}N_{4}). نشان دهنده یک لایه در یک مولکول ۳ بعدی است. هر اتم کربن چهار پیوند و هر اتم نیتروژن سه پیوند دارد. پیوندهایی که در این نمودار نشان داده نشده‌اند مربوط به اتم‌های موجود در لایه بالا یا پایین این یکی هستند.

ساختار این ماده به وسیلهٔ دستگاه‌های طیف‌سنجی تبدیل فوریه فروسرخ، میکروسکوپ الکترونی عبوری و بلورشناسی پرتو ایکس تشخیص داده شد. با استفاده از دستگاه SAD
ثوابت شبکهٔ نیترید کربن بتا پلی کریستال a = ۶٫۳۶ Å و c = ۴٫۶۴۸ Å اندازه‌گیری شد. با بازپخت می‌توان ساختار پوسته مانند نیترید کربن بتا را به ساختار کروی یا میله ای تغییر داد.
این ماده ساختار کریستالی مشابه با β-Si3N4 دارد به این صورت که از شبکهٔ تتراهدرالی شش ضلعی (SP3) پیوندهای کربن و تریگونال صفحه ای نیتروژن(SP2) تشکیل شده‌است.
ساختار میله ای شکل نیترید کربن بتا به‌طور معمول مرتب و فاقد عیب است.

### ویژگی‌ها
سختی برابر یا حتی بالاتر از الماس (سخت‌ترین ماده شناخته شده تا کنون) برای نیترید کربن بتا پیش‌بینی می‌شود اما هنوز این موضوع به‌طور کامل مشخص نشده‌است.
مدول حجمی الماس 4.43MBar است در حالی که β-C3N4 مدول حجمی برابر با (۰٫۱۵±)4.27MBar دارد و این نزدیک‌ترین مدول حجمی به الماس در میان مواد است.

## کاربردهای احتمالی
نیترید کربن بتا برای استفاده در حوزهٔ سوده‌شناسی، پوشش مقاوم در برابر سایش، مهندسی نوری و مهندسی برق می‌تواند مناسب باشد.
همچنین امکان ساخت کامپوزیت با استفاده از لایهٔ بستر TiN برای نیترید کربن وجود دارد که باعث به وجود آمدن کامپوزیتی بلورین با سختی در ردهٔ 55-45 (GPa)، که نزدیک به الماس است، می‌شود.
سختی مورد انتظار نیترید کربن بتا خالص ((۰٫۱۵±)4.27MBar) مشابه الماس خالص (4.43MBar) است که موجب کارآمدی نیترید کربن بتا در حوزه‌های استفادهٔ الماس می‌شود.
همچنین در سال‌های اخیر توجه زیادی به کاربردهای احتمالی نیترید بور مانند جداکننده ی آب فوتوکاتالیست، احیاکننده و گیرندهٔ کربن دی‌اکسید، جذب آلودگی ها،هیدروژنه کردن و … شده‌است.

## روش‌های سنتز

### فرایند تولید

طرح وارهٔ نحوهٔ عملکرد آسیاب گلوله ای

طی واکنشی شیمیایی مکانیکی امکان سنتز نیترید کربن بتا وجود دارد. در این روش گرافیت خالص تحت اتمسفر آرگون تا رسیدن به سایز نانو به وسیلهٔ آسیاب گلوله‌ای خردایش می‌یابد سپس گاز آرگون تخلیه شده و گاز NH3 تزریق می‌گردد پس از بالمیل با انرژی بالا، ساختار پوسته مانند β-C3N4 به دست می‌آید. درحین آسیاب به‌طور مداوم ذرات گرافیت و واکنش کننده‌ها می‌شکنند و تغییر فرم می‌دهند. تغییر فرم پلاستیک ذرات پودر گرافیت به دلیل شکست دانه‌ها و تبدیل آن به زیر دانه‌ها، که توسط مرزدانه‌های کم زاویه از هم جدا شده‌اند، صورت می‌گیرد. با ادامه یافتن آسیاب زیردانه‌ها نیز خرد می‌شوند تا زمانیکه زیردانه‌ها به مقیاس نانو برسند. فشار بالا و حرکت پیوسته موجب تجزیهٔ فروکافت مولکول‌های NH3 و تبدیل آن به گاز تک اتمی نیتروژن و نشستن آن بر روی سطح شکستهٔ کربن می‌شود. پودر کربن با اندازهٔ نانو رفتاری کاملاً متفاوت نسبت به بالک آن نشان می‌دهد و ابعاد و سطح ویژهٔ ذرات آن باعث واکنش راحت آن با نیتروژن آزاد و به وجود آمدن پودر β-C3N4 می‌شود.
اخیراً تلاش‌های زیادی برای تهیهٔ نیترید کربن به روش‌های گزارش در زمان‌های گذشته شامل روش فیزیکی و انباشت بخار شیمیایی و روش‌های فشار و دما بالا صورت گرفته‌است. سنتز نیترید کربن به وسیلهٔ روش سنتز سولوترمال نیز در برخی از زارشات مورد بررسی قرار گرفته‌است. این روش نسبت به روش‌های قبلی ذکر شده مصرف انرژی پایین‌تری دارد، تشکیل ذرات یک دست و ریز می‌دهد، مورفولوژی محصول قابل کنترل است و هزینهٔ کمتری دارد.

### تولید نانو میله
نانو میله‌های تک بلور β-C3N4 می‌توانند از طریق آنیل حرارتی کردن نیترید کربن بتا به صورت پودر شکل یا پوسته ای شکل تحت جریان گاز NH3 به دست آیند. اندازهٔ این نانو میله‌ها به وسیلهٔ دما و مدت زمان انجام آنیل حرارتی تعیین می‌شود. این نانو میله‌ها رشد سریع تری را در بعد محورشان نسبت به قطر از خود نشان می‌دهند و انتهای آنها به شکل کروی است. برش متقاطع آن‌ها نشان دهندهٔ مورفولوژی منشوری است. این ماده معمولاً دارای مقداری فاز آمورف و بی‌شکل است هر چند هنگامی که این ماده در دمای ۴۵۰ درجه سلسیوس به مدت سه ساعت و تحت اتمسفر NH3 آنیل می‌شود؛ مقدار فاز آمورف آن به صفر نزدیک می‌گردد. نانو میله‌ها نسبت به نانو لوله‌ها متراکم تر هستند. سنتز این نانو میله‌ها از طریق فرایند آنیل حرارتی روشی مؤثر، مقرون به صرفه و پر بازده برای سنتز نانو میله‌های تک بلور نیترید کربن بتاست.

### روش‌های دیگر سنتز
علاوه بر تولید پودر و نانو میله ترکیب نیترید کربن می‌تواند به صورت لایه نازک آمورف به وسیلهٔ فناوری فشرده سازی موج ضربه، آذرکافت واکنش دهنده‌های غنی از نیتروژن، روش پاشش دیود، روش حلال گرمایی، لیزر کند و سوز پالسی یا فرایند کاشت یون تهیه گردد.

### چالش‌های فرایند تولید
علی‌رغم مطالعات فراوان گزارش شده حول موضوع تولید و سنتز نیترید کربن بتا، غلظت نیتروژن ترکیب همچنان پایین‌تر از حد ایده‌آل ترکیب C3N4 است. این به دلیل پایداری شیمیایی کم مربوط به عناصر C و N2 است که توسط مقدار مثبت آنتالپی استاندارد تشکیل نشان داده می‌شود. استفاده تجاری از نانو پودرها به شدت محدود است به دلیل هزینه بالای ساخت و روشهای دشوار تولید که باعث ایجاد مقدار کمی از ماده می‌شود.